# 愛北看護専門学校
愛北看護専門学校（あいほくかんごせんもんがっこう）は、愛知県江南市にある、JA愛知厚生連が経営する私立看護専門学校である。
江南厚生病院に隣接しており、主たる実習はこちらで行う。

## 沿革
- 1964年（昭和39年）4月 - 愛知県厚生農業協同組合連合会 愛北准看護婦学院開校
- 1983年（昭和58年）4月 - 学校教育法に基づく専修学校の認可を受け、校名を愛北看護高等専修学校と改称（1997年3月閉校）
- 1995年（平成7年）12月 - 看護婦養成所 指定認可
- 1996年（平成8年）
  - 4月 - 私立専修学校 設置認可
  - 4月 - 愛知県厚生農業協同組合連合会 愛北看護専門学校開校
- 2008年（平成20年）4月 - 校舎新築移転